# Pirapetinga
Pirapetinga é um município do estado de Minas Gerais, no Brasil. Sua população estimada em   2020 é de 10.772 habitantes (Instituto Brasileiro de Geografia e Estatística).

## Geografia
O município localiza-se na Mesorregião da Zona da Mata mineira, junto à divisa com o Estado do Rio de Janeiro. A cidade dista por rodovia 379 quilômetros da capital Belo Horizonte.
Coordenadas: 23° 38' 22 latitude sul e 42° 20' 42 longitude oeste. Possui área de 190,681 quilômetros quadrados, na qual estão incluídos a sede e dois distritos: Valão Quente e Caiapó.

### Relevo, clima, hidrografia
A altitude da sede é de 160 metros, e o ponto culminante do município é a Pedra Bonita, com 797 metros de altitude. O clima é do tipo tropical com chuvas durante o verão e temperatura média anual em torno de 23,5 graus Celsius, com variações entre 18°C (média das mínimas) e 31°C (média das máximas).
O município integra a bacia do rio Paraíba do Sul, sendo banhado pelo Rio Pirapetinga, afluente do Paraíba do Sul.

### Rodovias
- BR-393

### Demografia
Dados do Censo - 2016
População Total: 26 364
- Urbana: 22 102
- Rural: 4 262
- Homens: 12 562
- Mulheres: 13 802

(Fonte: IBGE)
Densidade demográfica (hab./km²): 71,8
Mortalidade infantil até 1 ano (por mil): 25,4
Expectativa de vida (anos): 86,1
Taxa de fecundidade (filhos por mulher): 2,2
Taxa de Alfabetização: 83,8%
Índice de Desenvolvimento Humano (IDH-M): 0,759
- IDH-M Renda: 0,681
- IDH-M Longevidade: 0,768
- IDH-M Educação: 0,827

(Fonte: PNUD/2000)

## Etimologia
"Pirapetinga" deriva do tupi antigo pirápitinga, que significa "peixes pintados" (pirá, "peixes" + piting, "pintados" + a, sufixo substantivador). Em alusão à etimologia, o brasão da cidade apresenta, como um de seus elementos, um peixe pintado.

## História
Supõe-se que os primeiros habitantes da região onde localiza-se hoje Pirapetinga foram os índios puris. A colonização de origem europeia da área onde hoje se encontra Pirapetinga iniciou-se em 1850 com a chegada de dona Ana Luíza de Assis Silveira, viúva de Manoel João da Silveira, que tomou posse, através de herança deixada pelo seu marido, de parte das terras que formavam a antiga Sesmaria Solidão. Estas posses iam dos contrafortes da Serra Bonita (no Estado do Rio de Janeiro) às terras além do Rio Pirapetinga. À margem oposta do rio Pirapetinga, dona Ana Luíza fixou moradia, mandando construir, em seguida, uma capela dedicada a Santa Ana, onde foi rezada a primeira missa por ocasião de seu aniversário.
Pouco depois, formou-se um núcleo de doze casas próximo à sua residência chamado depois de Sant'Anna do Pirapetinga, onde vieram morar alguns dos seus familiares. Em 1860, chegaram os primeiros posseiros que requereram sesmarias, entre os quais o alferes Gabriel Ferreira de Souza e Antônio Vieira de Souza, que adquiriram terras na Fazenda do Engenho, montando a primeira máquina de beneficiar arroz e café e a primeira serraria. Durante todo o século XIX, a economia da zona da mata mineira girou em torno da produção de café, movida por mão de obra escrava. Mais tarde, uma das herdeiras de Antônio Vieira, dona Pulcena, doou um terreno para a construção da Estrada de Ferro Leopoldina. Nesta época, o então Arraial de Sant'Anna do Pirapetinga deu impulso ao seu desenvolvimento com a instalação de um ramal ferroviário, o Ramal de Pirapetinga, provocando o surgimento de um grande movimento comercial no arraial, concentrando, inclusive, atividades comerciais das localidades adjacentes.
Em função disto, em 1864, Sant'Anna do Pirapetinga foi elevado à condição de distrito do município de Leopoldina. Em 1877, houve uma tentativa frustrada, por questões políticas, de promover a emancipação do distrito. Tempos depois, com a construção de vários ramais ferroviários às cidades vizinhas, Sant'Anna do Pirapetinga deixou de ser o centro comercial e de escoamento da produção, tendo, então, o seu progresso quase que paralisado. O transporte ferroviário entrou definitivamente em declínio com a construção da Rodovia BR-393, que absorveu, praticamente, toda a demanda produtiva da região a qual esta servia, contribuindo para a desativação e extinção do ramal que cortava a cidade nos anos 1960.  Em 1938, pelo Decreto-Lei nº 148 de 17 de dezembro, Sant'Anna do Pirapetinga foi elevado à condição de município com a denominação de Pirapetinga. Em 1949, houve a criação do distrito de Caiapó, por ocasião da revisão governamental para o quinquênio 1949/1953. Em 1993, pela Lei Municipal nº 845 de 21 de maio, foi criado o distrito de Valão Quente, também pertencente ao município de Pirapetinga.